# Limnodriloides hawaiiensis
Limnodriloides hawaiiensis is een ringworm uit de familie van de Naididae. De wetenschappelijke naam van de soort is voor het eerst geldig gepubliceerd in 1989 door Erséus & Davis.